# تاريخ اليورو

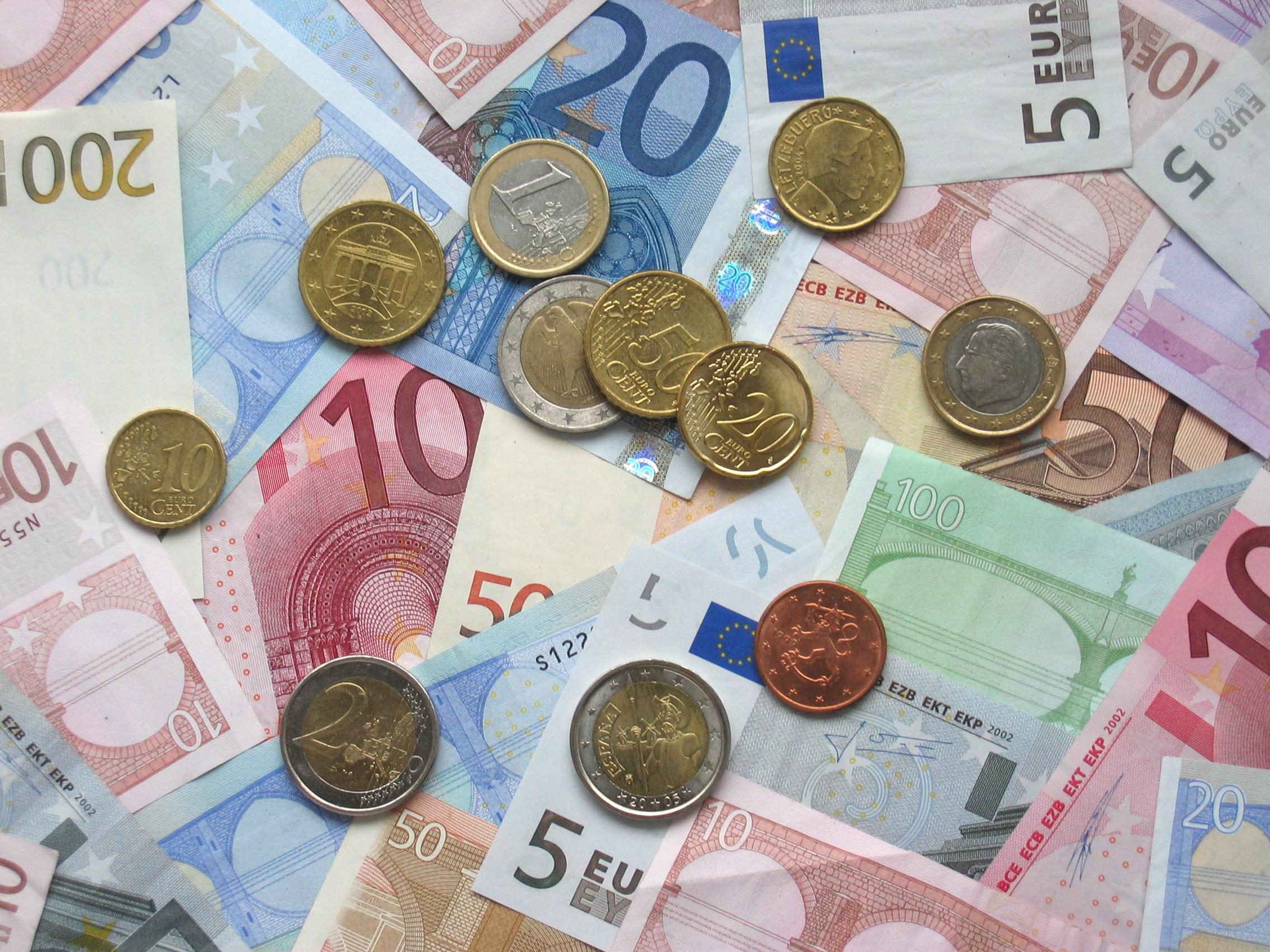
صورة اليورو وبعض الأوراق البنكية

ظهر اليورو إلى الوجود في 1 يناير 1999، على الرغم من أنه كان أحد أهداف الاتحاد الأوروبي وأسلافه منذ ستينيات القرن العشرين. عقب مفاوضات عنيفة، ولا سيما بسبب معارضة المملكة المتحدة، دخلت معاهدة ماستريخت حيز التنفيذ في عام 1993 بهدف إنشاء اتحاد اقتصادي ونقدي بحلول عام 1999 لجميع دول الاتحاد الأوروبي باستثناء المملكة المتحدة والدنمارك (على الرغم من امتلاك الدنمارك سياسة سعر صرف ثابت مع اليورو).
تشكلت العملة نحو عام 1999، وبدأ تعميم الأوراق النقدية والعملات المعدنية في عام 2002. سرعان ما طغى اليورو على العملات الوطنية السابقة وتوسع ببطء لبقية الاتحاد الأوروبي. في عام 2009، وضعت معاهدة لشبونة اللمسات الأخيرة على سلطتها السياسية، مجموعة اليورو، إلى جانب البنك المركزي الأوروبي.

## التطور

### الأفكار المبكرة
نشأت الأفكار الأولى لقيام اتحاد اقتصادي ونقدي في أوروبا قبل إنشاء الجماعات الأوروبية بوقت طويل. على سبيل المثال، في عصبة الأمم، طالب جوستاف شتريسمان في عام 1929 بعملة أوروبية على خلفية زيادة التقسيم الاقتصادي بسبب زيادة عدد من الدول القومية الجديدة في أوروبا بعد الحرب العالمية الأولى. في هذا الوقت، احتلت ذكريات الاتحاد النقدي اللاتيني التي ضمت فرنسا وإيطاليا وبلجيكا وسويسرا، والتي تفككت لأغراض عملية عقب الحرب العالمية الأولى، مكانة بارزة في أذهان صانعي السياسات.
في عام 1969، عرضت المفوضية الأوروبية أول محاولة لإقامة اتحاد اقتصادي ونقدي بين أعضاء الجماعة الاقتصادية الأوروبية، والتي حددت الحاجة إلى «تنسيق أكبر للسياسات الاقتصادية والتعاون النقدي». تبع ذلك اجتماع للمجلس الأوروبي في لاهاي في ديسمبر 1969. كلف المجلس الأوروبي بيير فيرنر، رئيس وزراء لوكسمبرغ، بإيجاد طريقة للحد من تقلب أسعار صرف العملات. نُشِر تقريره في أكتوبر 1970 وأوصى بمركزية سياسات الاقتصاد الكلي الوطنية التي تستلزم «تحديد معدلات التكافؤ بشكل كلي لا رجعة فيه وتحرير تحركات رؤوس الأموال كليًا». لكنه لم يقترح عملة موحدة أو مصرف مركزي واحد. فشلت محاولة للحد من تقلبات العملات الأوروبية، باستخدام تقنية الثعبان في النفق.
في عام 1971، ألغى الرئيس الأميركي ريتشارد نيكسون دعم الذهب عن الدولار الأميركي، ما تسبب في انهيار نظام بريتون وودز الذي نجح في التأثير على جميع العملات الرئيسية في العالم. أسفرت حالات تعويم العملة وخفض قيمتها على نطاق واسع إلى تراجع طموحات الاتحاد النقدي الأوروبي. في مارس 1979، أُنشئ نظام النقد الأوروبي، الذي حدد أسعار الصرف على وحدة العملة الأوروبية، وهي وحدة نقدية، لتثبيت أسعار الصرف ومواجهة التضخم. أُنشئ كذلك صندوق التعاون النقدي الأوروبي.
في فبراير 1986، أضفى القانون الأوروبي الموحد الصبغة الرسمية على التعاون السياسي داخل الجماعة الاقتصادية الأوروبية، بما في ذلك أهلية السياسة النقدية. عُقِد مؤتمر قمة المجلس الأوروبي في هانوفر في 14 يونيو 1988، وبدأ وضع الخطوط العريضة للتعاون النقدي. دعمت فرنسا وإيطاليا والمفوضية الأوروبية فكرة إنشاء اتحاد نقدي مع بنك مركزي، وهو ما عارضته رئيسة الوزراء البريطانية مارغريت تاتشر.

### إعادة الإطلاق
طلب مجلس هانوفر الأوروبي من رئيس المفوضية جاك ديلور أن يتولى رئاسة لجنة مخصصة من محافظي البنوك المركزية لاقتراح جدول زمني جديد يتضمن خطوات واضحة وعملية وواقعية لإنشاء اتحاد اقتصادي ونقدي. استُمد هذا النهج من طريقة سباك.
عارضت فرنسا والمملكة المتحدة إعادة توحيد ألمانيا، وحاولت التأثير على الاتحاد السوفيتي لوقف ذلك. بيد أن فرنسا انتزعت في أواخر عام 1989 التزام ألمانيا بالاتحاد النقدي مقابل دعم إعادة توحيد ألمانيا.
في عام 1989، وضع تقرير ديلور خطة لتقديم الاتحاد الاقتصادي والنقدي على ثلاث مراحل، وتضمن إنشاء مؤسسات مثل نظام البنك المركزي الأوروبي، والذي من شأنه أن يصبح مسؤولًا عن صياغة السياسة النقدية وتنفيذها. أرسى الاتحاد النقدي الذي يجري إنجازه ضمن ثلاث خطوات. كانت أول هذه الخطوات في 1 يوليو 1990، حيث أُلغيت ضوابط الصرف، وبالتالي جرى تحرير حركة رؤوس الأموال بالكامل في الجماعة الاقتصادية الأوروبية. توصل القادة إلى اتفاق بشأن اتحاد العملات ضمن معاهدة ماستريخت الموقعة في 7 فبراير 1992. بحلول يناير 1999، جرت الموافقة على استحداث عملة موحدة، وإن لم تشارك فيها المملكة المتحدة.
شكّل الحصول على تأييد المعاهدة تحديًا. توخت ألمانيا الحذر في التخلي عن عملتها المستقرة، المارك الألماني، ووافقت فرنسا على المعاهدة بهامش ضيق، ورفضت الدنمارك توقيع المعاهدة إلى أن تحصل على خيار الخروج من الاتحاد النقدي مثل المملكة المتحدة، وهو خيار عدم ارتباط تحتفظ به منذ عام 2019. في 16 سبتمبر 1992، بما عُرف في المملكة المتحدة باسم الأربعاء الأسود، أُرغم الجنيه الاسترليني البريطاني على الانسحاب من نظام سعر الصرف الثابت بسبب الانخفاض السريع في قيمته.

### المرحلة الثانية
بدأ ديلور المرحلة الثانية في عام 1994 بإنشاء معهد النقد الأوروبي، بعد صندوق التعاون النقدي الأوروبي، بموجب معاهدة ماستريخت. أُنشئ باعتباره سابقًا للبنك المركزي الأوروبي. اجتمع المعهد لأول مرة في 12 يناير في عهد رئيسه الأول، ألكسندر لامفالوسي. عقب الكثير من المناوشات، وبناءً على اقتراح وزير المالية الألماني آنذاك ثيو فايغل، اعتُمد اسم يورو للعملة الجديدة في ديسمبر 1995 (بدلًا من اسم إيكيو المستخدم للعملة النقدية السابقة). جرى الاتفاق كذلك على إطلاق العملة بتاريخ 1 يناير 1999.
في 17 يونيو 1997، قرر المجلس الأوروبي في أمستردام تبني معاهدة الاستقرار والنمو، والموضوعة لضمان الانضباط في الميزانية بعد استحداث اليورو، وأُنشئت آلية جديدة لأسعار الصرف لتوفير الاستقرار في اليورو والعملات الوطنية للدول التي لم تدخل منطقة اليورو بعد. في 3 مايو 1998، في المجلس الأوروبي في بروكسل، وقع الاختيار على 11 دولة أولية للمشاركة في المرحلة الثالثة اعتبارًا من 1 يناير 1999. للمشاركة في العملة الجديدة، كان لزامًا على الدول الأعضاء أن تفي بمعايير صارمة كأن لا يتجاوز العجز في ميزانيتها نسبة 3% من الناتج المحلي الإجمالي وأن لا يتجاوز الدين نسبة 60% من الناتج المحلي الإجمالي وانخفاض التضخم وقرب أسعار الفائدة من متوسط الاتحاد الأوروبي. لم تفِ اليونان بالمعايير واستُبعدت من المشاركة في 1 يناير 1999.
في 1 يونيو 1998، خلف المصرف المركزي الأوروبي معهد النقد الأوروبي. بيد أنه لم يستلم كامل سلطاته إلا بعد إنشاء اليورو في 1 يناير 1999. أول رئيس للبنك هو ويم دويزنبرغ، الرئيس السابق لمؤسسة الإدارة البيئية والبنك المركزي الهولندي. جرى تحديد أسعار التحويل بين العملات الوطنية المشاركة البالغ عددها 11 عملة واليورو. حدد مجلس الاتحاد الأوروبي هذه المعدلات، بناء على توصية من المفوضية الأوروبية استنادًا إلى أسعار السوق في 31 ديسمبر 1998، لتتساوى عملة الإيكيو مع اليورو. حُددت هذه المعدلات بموجب قوانين المجلس 2866/98. لم يكن من الممكن تحديدها في وقت سابق، نظرًا لاعتماد الاتحاد الاقتصادي الأوروبي على سعر صرف عملة غير اليورو (الجنيه الإسترليني في المقام الأول) آنذاك. تعين إجراء جميع التحويلات بين العملات الوطنية باستخدام عملية التقريب عن طريق اليورو، وذلك بسبب الاختلافات في الاتفاقيات الوطنية المتعلقة بعمليات التقريب والأرقام المؤثرة.